# 353 Ruperto-Carola
353 Ruperto-Carola este un asteroid din centura principală, descoperit pe 16 ianuarie 1893, de Max Wolf.